# الإمبراطور جونين
الإمبراطور جونين (باليابانية: 淳仁天皇 جونين تينو) (733 - 765) كان الإمبراطور السابع والأربعون في اليابان. وفقا للتواريخ التقليدية فإن فترة حكمه امتدت بين عامي 758 و 764.